# Petrovicite
La petrovicite è un minerale.